# Rehfelde
Rehfelde est une commune allemande de l'arrondissement de Märkisch-Pays de l'Oder, Land de Brandebourg.

## Géographie
Rehfelde se situe sur le Lichtenower Mühlenfließ.
Depuis la réforme municipale de Brandebourg en 2003, Rehfelde est divisé en ces quartiers :
- (Alt-)Rehfelde avec Rehfelde-Dorf et les zones d'habitations Herrensee et Rehfelde-Siedlung
- Werder avec les zones d'habitations Rotes Luch et Sophienfelde (une partie de Roten Luchs appartient à Waldsieversdorf)
- Zinndorf dont le village de Heidekrug

| Strausberg            | Garzau-Garzin | Waldsieversdorf |
| Rüdersdorf bei Berlin | Rehfelde      | Müncheberg      |
|                       | Grünheide     |                 |

Rehfelde se trouve sur la ligne de Prusse-Orientale.

## Histoire
Les Slaves s'installent au XIIe siècle puis sont repoussés par la maison de Wettin qui fait construire des villages et des villes. Rehfelde, Werder et Zinndorf sont certainement apparus dans les années 1210 ou 1220.
Rehfelde est mentionné pour la première fois en 1247 dans un document des margraves Jean et Othon III de Brandebourg sous le nom de Revelde et appartient à l'abbaye de Zinna. L'église est bâtie peu après. Werder et Zinndorf sont mentionnés pour la première fois en 1309 et 1375.
Rehfelde n'est pas épargné par la guerre de Trente Ans : environ deux tiers des habitants meurent. En outre, les épidémies de peste ont lieu dans les années 1626, 1638 et 1642. En 1730 et 1731, une grande partie des récoltes sont détruites par des sauterelles.
Au début du XXe siècle, la population augmente fortement. La raison est la hausse des loyers à Berlin, qui conduit à une immigration accrue par la ligne de chemin de fer.
Après la réunification, de nombreuses entreprises industrielles ferment. Cette perte est partiellement compensée dans les années 2000. Le nombre de bâtiments résidentiels a plus que doublé entre 1990 et 2013. Rehfelde est l'une des rares communautés rurales du district dont la population augmente.
Le 26 octobre 2003, Werder et Zinndorf fusionnent avec Rehfelde.

## Jumelage
- Zwierzyn (Pologne)

## Personnalités liées à la commune
- Moritz Heimann (1868-1925), écrivain
- Udo Düllick (1938-1961), la première victime du mur de Berlin